# Liste der Kulturdenkmale in St. Michaelis (Brand-Erbisdorf)
In der Liste der Kulturdenkmale in St. Michaelis sind die Kulturdenkmale des Brand-Erbisdorfer Ortsteils St. Michaelis verzeichnet, die bis August 2022 vom Landesamt für Denkmalpflege Sachsen erfasst wurden (ohne archäologische Kulturdenkmale). Die Anmerkungen sind zu beachten.
Diese Aufzählung ist eine Teilmenge der Liste der Kulturdenkmale in Brand-Erbisdorf.

## Liste der Kulturdenkmale in St. Michaelis
| Bild                                    | Bezeichnung | Lage                                                                                                 | Datierung                                                                                     | Beschreibung | ID       |
| --------------------------------------- | --- | --- | --------------------------------------------------------------------------------------------- | --- | -------- |
| Direkt Bild zu diesem Denkmal hochladen | Sachgesamtheitsbestandteil der Sachgesamtheit Brander Revier mit Bergbauanlagen im Ortsteil St. Michaelis | (Flurstücke 336, 337/3, 337/4, 284, 264/5, 688, 61a, 86a, 91/3, 51/1, 250/15, 250/9, 235/13) (Karte) | Ab 16. Jahrhundert                                                                            | Sachgesamtheitsbestandteil der Sachgesamtheit Brander Revier: Bergbauanlagen sowie bergbauwasserwirtschaftliche Anlagen im Gemeindegebiet von Brand-Erbisdorf und den zugehörigen Ortsteilen Himmelsfürst, Langenau, Linda und St. Michaelis; als obertägige Zeugnisse des bedeutenden Erzbergbaus im Brander Revier von orts- und bergbauhistorischer sowie landschaftsbildprägender Bedeutung, seit 2019 teilweise zugehörig zur Kernzone des UNESCO-Welterbes Montanregion Erzgebirge/Krušnohoří | 09304713 |
| Direkt Bild zu diesem Denkmal hochladen | Ehemaliges Huthaus, Inschriftenstein und Halde der Grube Hörnig und Berg Tabor (Einzeldenkmale der Sachgesamtheiten 09304713 und 09208604)                                                                                            | Brandweg 4 (Karte)                                                                                   | Ende 17. Jahrhundert                                                                          | Einzeldenkmale der Sachgesamtheit Brander Revier; von ortshistorischer und bergbaugeschichtlicher Bedeutung, seit 2019 teilweise zugehörig zur Kernzone des UNESCO-Welterbes Montanregion Erzgebirge/Krušnohoří. Huthaus eingeschossig, überformt, Anbauten, Fenster verändert, Satteldach, Inschriftenstein „Hörnig Stehender“ Erzgang (Quelle: MontE-Datenbank). Bei dem auf einer flachen Halde stehenden kleinen Massivbau mit niedrigem Erdgeschoss und steilem Satteldach handelt es sich um das Ende des 17. Jahrhunderts errichtete Huthaus der Grube Hörnig und Berg Tabor. Diese geht auf die bereits auf einem Revierriss von 1529 verzeichnete und laut Wagenbreth und Wächtler bis etwa 1770 betriebene Grube Alt Hörnig sowie die im Zeitraum zwischen 1714 und 1745 belegte Grube Berg Tabor zurück. Gebaut wurde u. a. auf den Erzgängen Hörnig Stehender und Hülfe des Herrn Flacher. Auf einem Grubenriss von 1802 wird die Grube besonders hervorgehoben, als dass der sächsische Kurfürst August I den durch das Grubengebäude geführten Thelersberger Stollen am 3. März 1556 vom Mundloch bis zum Alt Hörnig befahren hat. Das heutige Wohnhaus ist trotz der späteren Anbauten sowie der veränderten Fensteröffnungen ein relativ unverändertes Zeugnis der Bergbaugeschichte von St. Michalis. Ein Inschriftenstein verweist auf die Abbaue auf dem Erzgang „Hörnig Stehender“, der auch durch eine nördlich gelegene Halde markiert wird. Der Denkmalwert ergibt sich daher aus der orts- und bergbaugeschichtlichen sowie landschaftsbildprägenden Bedeutung des Objekts. | 09208374 |
| Direkt Bild zu diesem Denkmal hochladen | Huthaus, Kaue und Halde der Grube Trost Israel (Einzeldenkmale der Sachgesamtheiten 09304713 und 09208604) | Brandweg 10 (Karte)                                                                                  | 17. Jahrhundert                                                                               | Einzeldenkmale der Sachgesamtheit Brander Revier; von ortshistorischer, bergbaugeschichtlicher sowie landschaftsbildprägender Bedeutung, seit 2019 teilweise zugehörig zur Kernzone des UNESCO-Welterbes Montanregion Erzgebirge/Krušnohoří. Eingeschossig, massiv, Satteldach (neue Deckung). Bei dem weithin sichtbar auf einer Halde stehenden kleinen Massivbau mit niedrigem Erdgeschoss und steilem Satteldach handelt es sich um das im 17. Jahrhundert errichtete Huthaus der Grube Trost Israel, die von 1552 bis etwa um 1775 belegt ist. Giebelseitig schließt eine massive Kaue direkt an das Zechenhaus an. Erz wurde hauptsächlich auf dem Erzgang Trost Israel Spat, aber auch der Neuglücker Spat abgebaut und über den unter der Kaue befindlichen Huthaus-Schacht sowie über den südlicher gelegenen, durch eine Halde heute noch im Gelände markierten Stein(haus)-Schacht (Teil der Sachgesamtheit „Brander Revier“) gefördert. Das relativ unveränderte, heute als Wohnhaus dienende ehemalige Zechengebäude zeugt zusammen mit der angrenzenden Kaue und dem Haldenkörper von der Bergbaugeschichte St. Michaelis‘ und ist neben seiner orts- und bergbaugeschichtlichen Relevanz aufgrund seiner exponierten Lage auch landschaftsbildprägend von Bedeutung. | 09208198 |
| Direkt Bild zu diesem Denkmal hochladen | Ehemaliges Huthaus der Grube Himmelskrone, später der Matthias-Fundgrube (Einzeldenkmale der Sachgesamtheiten 09304713 und 09208604)                                                                                                  | Knappenweg 3 (Karte)                                                                                 | 17. Jahrhundert                                                                               | Einzeldenkmal in o. g. Sachgesamtheit: Himmelskrone; Matthias-Fundgrube; ehemaliges Huthaus – von ortshistorischer und bergbaugeschichtlicher Bedeutung. Eingeschossig, massiv, Satteldach, Giebel verbrettert. | 09208139 |
| Direkt Bild zu diesem Denkmal hochladen | Kriegerdenkmal für die Gefallenen des Ersten Weltkrieges | Talstraße (Karte)                                                                                    | 1933                                                                                          | Ortshistorische Bedeutung. Gemauerte Stele aus Bruchsteinen mit Treppenanlage, Steinplatte mit Inschrift. | 09208641 |
| Direkt Bild zu diesem Denkmal hochladen | Ehemaliges Huthaus der Grube Drei Lilien auf kleiner Halde (Einzeldenkmale der Sachgesamtheiten 09304713 und 09208604) | Talstraße 1 (Karte)                                                                                  | Vermutlich Anfang 18. Jahrhundert                                                             | Einzeldenkmal der Sachgesamtheit Brander Revier; von ortsbauhistorischer und bergbaugeschichtlicher Bedeutung. Eingeschossiger Massivbau, durch Fenstereinbau verändert, Dachhecht, Giebel Fachwerk verbrettert, Satteldach, rückwärtig Anbau. Das ehemalige Huthaus der Grube Drei Lilien ist ein vermutlich Anfang des 18. Jahrhunderts errichteter kleiner eingeschossiger Massivbau, der von einem Satteldach mit Dachhecht abgeschlossen wird. Die Fachwerkgiebel sind verbrettert. Es befindet sich auf einer kleinen Halde, die auf die Bergbautätigkeit der bereits auf einem Revierriss von 1529 verzeichneten und laut Wagenbreth und Wächtler bis um 1730 belegten Grube Drei Lilien zurückgeht. Durch eine spätere Veränderung der Fensteröffnungen und einen rückwärtigen Anbau leicht verändert, zeugt das Gebäude zusammen mit der Halde des Drei-Lilien-Schachtes weiterhin von der Bergbaugeschichte St. Michaelis’ und ist als Teil der historischen Ortsstruktur prägend für das Ortsbild. | 09208737 |
| Direkt Bild zu diesem Denkmal hochladen | Häusleranwesen bestehend aus Wohnhaus und Scheune | Talstraße 2 (Karte)                                                                                  | 19. Jahrhundert (Scheune); bezeichnet mit 1837 (Häusleranwesen)                               | Ortsbildprägende und baugeschichtliche Bedeutung. Eingeschossiger Massivbau mit großem Tor, Giebel verbrettert, Satteldach. Das Wohnhaus ist am Türstock bezeichnet mit 1837. Im Flurbuch ist im Jahr 1842 August Friedrich Walther als Eigentümer vermerkt. Die Bezeichnung am Türstock und der nur wenige Jahre später genannte Hauseigentümer lassen den Schluss zu, dass das Haus 1837 für August Friedrich Walther erbaut wurde. Das Häuslerhaus ist ein für die Landschaft und den genannten Erbauungszeitraum typisches ländliches Wohnhaus mit massivem Erdgeschoss und Fachwerkobergeschoss. Abgeschlossen wird das Haus durch ein Satteldach. Der Hauseingang befindet sich annähernd in der Mitte der Traufseite und wird von einem Stichbogen mit Schlussstein bekrönt. Die zum Anwesen gehörende kleine Scheune dürfte annähernd zeitgleich entstanden sein. Es handelt sich hierbei um einen eingeschossigen unverputzten Bruchsteinbau mit steilem Satteldach. Durch seine dominante Straßenlage und seine Authentizität prägt dieses kleine Wirtschaftsgebäude das Straßenbild wesentlich. Der Denkmalwert des Anwesens ergibt sich vor allem aus der bau- und sozialgeschichtlichen sowie ortsbildprägenden Bedeutung auf Grund der besonders typischen Ausprägung und der Authentizität beider Bauten. | 09208648 |
| Direkt Bild zu diesem Denkmal hochladen | Ehemaliges Huthaus der Grube Junge Breite Aue, später der Matthias-Fundgrube (Einzeldenkmale der Sachgesamtheiten 09304713 und 09208604)                                                                                              | Talstraße 9 (Karte)                                                                                  | Vermutlich 16. Jahrhundert, später verändert                                                  | Einzeldenkmal der Sachgesamtheit Brander Revier; zeit- und ortstypisches Gebäude in weitgehend originalem Zustand, von bergbauhistorischer, baugeschichtlicher und ortsbildprägender Bedeutung. Eingeschossiger Massivbau, vollständig verbrettert, hohes Satteldach mit Gaupe, original erhaltene Haustür, Verbretterung 1934/35. | 09208625 |
| Direkt Bild zu diesem Denkmal hochladen | Ehemaliges Gemeindeamt | Talstraße 34 (Karte)                                                                                 | Ende 19. Jahrhundert                                                                          | Ortshistorische und ortsbildprägende Bedeutung. Zweigeschossiger Massivbau über hohem Bruchsteinsockel, Obergeschoss zum Teil verbrettert, Krüppelwalmdach mit Dachausbau. | 09208642 |
|                                         | Kirche St. Michaelis mit Einfriedungsmauer sowie vier Grabmäler aus dem 19. Jahrhundert auf dem ehemaligen Kirchhof | Talstraße 64 (Karte)                                                                                 | Um 1408 (Kirche); um 1500 (Taufe); Anfang 18. Jahrhundert (Kanzel); 19. Jahrhundert (Grabmal) | Alte Ortslage St. Michaelis, künstlerischer Wert, ortshistorische und ortsbildprägende Bedeutung. Markantes Bauwerk unmittelbar an der Dorfstraße umgeben von der alten Bruchsteineinfriedung mit sehr seltenem Torhaus. Schlichte Saalkirche, um 1408 entstanden, mehrmals umgebaut. 1697–1700 Erweiterungsbau, Restaurierungen 1869 (innen), 1968 und 1985. Verputzter Bruchsteinbau mit geradem Chorschluss, Walmdach mit Gaupen, der hölzerne Dachreiter von 1867, Rundbogenfenster. Sakristei an der Ostseite. Das schlichte Innere flach gedeckt, eingeschossige Emporen an drei Seiten. Barocke Kanzel, weiß und gold gefasst, Anfang 18. Jahrhundert. Kelchförmige Sandsteintaufe, um 1500. Torhaus mit Satteldach, im Durchgang Epitaph für Familie Sachße aus dem 17. bzw. 18. Jahrhundert. Auf dem alten Kirchhof vier historische Grabmäler aus dem 19. Jahrhundert in typischer Gestaltung. Der Denkmalwert der Kirche mit ihren Nebenanlagen ergibt sich aus deren bau- und ortsgeschichtlichen Bedeutung. | 09208595 |
| Direkt Bild zu diesem Denkmal hochladen | Wohnhaus | Talstraße 77 (Karte)                                                                                 | 1. Hälfte 19. Jahrhundert                                                                     | Teil der alten Ortsstruktur, zeit- und landschaftstypische Bauweise, ortsgeschichtliche und baugeschichtliche Bedeutung. Erdgeschoss massiv, Obergeschoss Fachwerk verbrettert, geputzte Gewände, ein Giebel verschiefert, Satteldach, Gärtnerhaus (vermutlich). | 09208644 |
| Direkt Bild zu diesem Denkmal hochladen | Wohnhaus (vermutlich Häusleranwesen) | Talstraße 139 (Karte)                                                                                | 1. Hälfte 19. Jahrhundert                                                                     | Zeit- und ortstypische Bedeutung. Erdgeschoss massiv, Obergeschoss Fachwerk verbrettert, geputzte Gewände, Satteldach. Ursprünglich eingeschossiges massives Wohnhaus mit steilem Satteldach mit Strohdeckung. Auf historischen Fotografien kann man noch die ursprüngliche Fachwerkkonstruktion der Giebeldreiecke erkennen. Deren Konstruktion lässt vermuten, dass das Haus möglicherweise schon um 1700 erbaut wurde. Bis 1875 müssen zumindest Teile des Erdgeschosses noch eine Fachwerkkonstruktion aufgewiesen haben, denn erst zu diesem Zeitpunkt sollten die Umfassungswände der Stuben aus Bruchstein gemauert werden. 1928 wird der alte Dachstuhl entfernt und das Haus aufgestockt, dabei wird auch der giebelseitige Anbau errichtet. Das heutige Erscheinungsbild des Hauses wird wesentlich durch diese Baumaßnahme geprägt. Das Haus ist ein Beispiel für das besonders im 1. Drittel des 20. Jahrhunderts anzutreffende Bemühen, im ländlichen Raum Häuser zu bauen bzw. umzubauen, die sich an die landschaftstypische Bauweise anpassen und sich hierdurch harmonisch in das Dorfbild einfügen. Auch wenn sich in den Bauakten kein direkter Hinweis auf das Wirken des Sächsischen Heimatschutzes finden lässt, so ist davon auszugehen, dass der Baumeister des Umbaus sich den Auffassungen der Heimatschutzbewegung verpflichtet fühlte. Hieraus leitet sich der baugeschichtliche Wert dieses mehrfach umgebauten und erweiterten ländlichen Wohnhauses ab. | 09208646 |
| Direkt Bild zu diesem Denkmal hochladen | Ehemaliges Huthaus des Matthias-Kunst-und-Treibe-Schachts der Matthias-Fundgrube (später Einigkeit-Fundgrube, ab 1890 Gaststätte Goldene Höhe) mit Bergschmiede und Halde (Einzeldenkmale der Sachgesamtheiten 09304713 und 09208604) | Zur Goldenen Höhe 5 (Karte)                                                                          | 1835–1836 (Huthaus mit Bergschmiede); 18./19. Jahrhundert (Halde)                             | Einzeldenkmale der Sachgesamtheit Brander Revier; von ortshistorischer und bergbaugeschichtlicher Bedeutung. Zweigeschossiger Massivbau, Steingewände, Satteldach, später Gaststätte „Goldene Höhe“, Hauptschacht der Matthias-Fundgrube. | 09208639 |

## Tabellenlegende
- Bild: Bild des Kulturdenkmals, ggf. zusätzlich mit einem Link zu weiteren Fotos des Kulturdenkmals im Medienarchiv Wikimedia Commons. Wenn man auf das Kamerasymbol klickt, können Fotos zu Kulturdenkmalen aus dieser Liste hochgeladen werden:
- Bezeichnung: Denkmalgeschützte Objekte und ggf. Bauwerksname des Kulturdenkmals
- Lage: Straßenname und Hausnummer oder Flurstücknummer des Kulturdenkmals. Die Grundsortierung der Liste erfolgt nach dieser Adresse. Der Link (Karte) führt zu verschiedenen Kartendiensten mit der Position des Kulturdenkmals. Fehlt dieser Link, wurden die Koordinaten noch nicht eingetragen. Sind diese bekannt, können sie über ein Tool mit einer Kartenansicht einfach nachgetragen werden. In dieser Kartenansicht sind Kulturdenkmale ohne Koordinaten mit einem roten bzw. orangen Marker dargestellt und können durch Verschieben auf die richtige Position in der Karte mit Koordinaten versehen werden. Kulturdenkmale ohne Bild sind an einem blauen bzw. roten Marker erkennbar.
- Datierung: Baubeginn, Fertigstellung, Datum der Erstnennung oder grobe zeitliche Einordnung entsprechend des Eintrags in der sächsischen Denkmaldatenbank
- Beschreibung: Kurzcharakteristik des Kulturdenkmals entsprechend des Eintrags in der sächsischen Denkmaldatenbank, ggf. ergänzt durch die dort nur selten veröffentlichten Erfassungstexte oder zusätzliche Informationen
- ID: Vom Landesamt für Denkmalpflege Sachsen vergebene, das Kulturdenkmal eindeutig identifizierende Objekt-Nummer. Der Link führt zum PDF-Denkmaldokument des Landesamtes für Denkmalpflege Sachsen. Bei ehemaligen Kulturdenkmalen können die Objektnummern unbekannt sein und deshalb fehlen bzw. die Links von aus der Datenbank entfernten Objektnummern ins Leere führen. Ein ggf. vorhandenes Icon  führt zu den Angaben des Kulturdenkmals bei Wikidata.

## Ausführliche Denkmaltexte
1. ↑  Sachgesamtheitsbestandteile der Sachgesamtheit „Brander Revier“ im Ortsteil St. Michaelis:

Im Ortsteil St. Michaelis haben sich viele bedeutende und heute noch obertägig sichtbare Zeugnisse des einst sehr regen Bergbaus im Brander Revier erhalten (siehe hierzu auch die geschichtliche Einordnung in 09208604). Zu diesen gehören neben dem Huthaus der größeren Matthias-Fundgrube weitere Huthäuser sowie viele Halden und auch ganze Haldenzüge.

  - Einzeldenkmale der Sachgesamtheit „Brander Revier“ im Ortsteil St. Michaelis:
    - Himmelsfürst-Fundgrube: Halde und Haldenstützmauer des Glück-auf-Schachtes (Am Schacht, 08991313)
    - Langenauer Pochwerkteiche und Langenauer Wasser: zwei Kunstteiche und ein Kunstgraben (Buschhäuserweg, 08991262)
    - Hoffnung-Gottes-Fundgrube: ehemaliges Huthaus mit Scheidebank sowie Halde (Zur Hoffnung 5, 08991306).

  - Sachgesamtheitsteile der Sachgesamtheit „Brander Revier“ im Ortsteil St. Michaelis: Sachgesamtheitsteile sind ein Teichdamm sowie die Halden und Haldenzüge auf der Gemarkung St. Michaelis, die zum gleichnamigen Ortsteil gehören. Letztere markieren noch heute die Lage der unter ihnen abgeteuften Tageschächte und weisen damit nicht nur eine bergbaugeschichtliche Bedeutung auf, sondern prägen vor allem auch als klar erkennbare künstliche Bodenstrukturen die sie umgebende Landschaft – eine Bergbaufolgelandschaft. Die Nummerierung der Halden, die Bestandteile der Sachgesamtheit und keine Einzeldenkmale sind, erfolgte in der Denkmalkartierung zeilenweise pro Planquadrat (E2 bis C6). Halden, die im Ensemble mit weiteren baulichen Denkmalen bestehen, sind als Einzeldenkmale nicht nummeriert und über die Straße sowie ggf. die Hausnummer verortet. Für die Einordnung der Halden wurden neben der bisherigen Denkmalkartierung auf Grundlage von Beyer 1995 vor allem zwei aktuelle Karten zum Bergbaurevier Brand-Erbisdorf von 1990 und 2008 sowie mehrere historische Grubenrisse verwendet, darunter eine Karte von Freiberg und Umgebung mit Bezeichnung der Stollen und Mundlöcher von 1866 sowie zwei Grubenrisse von Stollen im Freiberger Revier von 1792 und 1804.

    - E2:
      - 1 ehemaliger Teichdamm des Rothvorwerksteiches (Flurstück 320/6), diente den Gruben im Goldbachtal als Wasserspeicher, fiel um 1790 trocken, da der Goldbach als einziger nennenswerter Zufluss aufgrund des darunter umgehenden Bergbaus versiegte

    - F2:
      - 2 Halde des Alten St.-Johannes-Schachts, Flurstück 320/6 (Beyer 1995: Nr. 1, Bergbaukarte 2008: Nr. 60)

    - B3:
      - 3 Halde des Hohen Schachts, Flurstücke 15/1 und 203/3 (Beyer 1995: Nr. 5, Bergbaukarte 2008: Nr. 80)

    - D3:
      - 4 Halde des Endig-Schachts mit offen liegendem Schachtmund und Mauerwerksresten der ehemaligen Schachtkaue, Flurstück 250/5 (Beyer 1995: Nr. 6, Bergbaukarte 2008: Nr. 94)
      - 5 Halde des Stein-Schachts, Flurstück 250/5 (Beyer 1995: Nr. 4 [hier auch als Trost Israeler Maßen verzeichnet], Bergbaukarte 2008: Nr. 95)

    - E3:
      - 6 Halde eines Tageschachts vermutlich auf den Einhorn (auch: Erasmus) Stehenden, Flurstück 680/3 (Beyer 1995: Nr. 3)
      - 7 Halde eines Tageschachts auf den Richtschacht Stehenden, Flurstück 337/2 (Beyer 1995: Nr. 11)

    - C4:
      - 8 Halde vor dem unteren Mundloch des Wilhelm-Stollns, Flurstück 130/8 (Beyer 1995: Nr. 64 [hier als Tageschacht verzeichnet], Bergbaukarte 2008: Nr. 134a)

    - D4:
      - 9 Halde des Matthias-Tageschachts, zur Matthias-Fundgrube gehörig, Flurstück 274/1 (Beyer 1995: Nr. 25 [hier als Tageschacht auf den Wille Gottes Morgengang verzeichnet])
      - 10 Halde des Matthias-Huthausschachts, zur Matthias-Fundgrube gehörig, Flurstücke 275a, 275/1 und 275/2 (Beyer 1995: Nr. 26, Bergbaukarte 2008: Nr. 135)
      - 11 Halde des Dornsträucher-Spatschachtes, zur Matthias-Fundgrube gehörig, Flurstück 308 (Beyer 1995: Nr. 27, Bergbaukarte 2008: Nr. 136)

    - E4:
      - 12 Halde des Jung-Erasmuser-Tageschachts, zur Matthias-Fundgrube gehörig, Flurstück 330 (Beyer 1995: Nr. 7, Bergbaukarte 1990: Nr. 46, Bergbaukarte 2008: Nr. 116)
      - 13 Halde eines Tageschachts vermutlich auf den Fröhlich Bergmann Stehenden, zur Matthias-Fundgrube gehörig, Flurstück 337/3 (Beyer 1995: Nr. 8)
      - 14 Halde eines Tageschachts auf den Einhorn (auch: Erasmus) Stehenden, zur Matthias-Fundgrube gehörig, Flurstück 337/3 (Beyer 1995: Nr. 22, Bergbaukarte 2008: Nr. 137)
      - 15 Halde des Himmlisch-Heer-Schachts, zur Matthias-Fundgrube gehörig (Flurstück 333/6) (Bergbaukarte 1990: Nr. 108, Bergbaukarte 2008: Nr. 144)
      - 16 Halde eines Tageschachts auf den Elias Flachen, zur Matthias-Fundgrube gehörig, Flurstücke 33/3, 65/3, 65/4 und 66/10 (Beyer 1995: Nr. 23)

    - F4:
      - 17 Halde des Gesprenge Schachtes, Flurstücke 337/3 und 362/2 (Beyer 1995: Nr. 9 [hier zusammen mit Nr. 10 als Hörnig Schacht verzeichnet], Bergbaukarte 1990: Nr. 75 [hier als Carl Schacht verzeichnet, wohl mit Nr. 76, dem Gesprenge Schacht, vertauscht])
      - 18 Halde der Alt Hörniger Schächte, Flurstücke 337/3 und 362/2 (Beyer 1995: Nr. 10, Bergbaukarte 1990: Nr. 74, Bergbaukarte 2008: Nr. 124 [bei Beyer und in den Karten lediglich als Hörnig Schacht, im historischen Grubenriss aber wie oben verzeichnet])
      - 19 Halde eines Tageschachts vermutlich auf den Himmelskroner Spat, Flurstücke 66/15 und 66/16 (Beyer 1995: Nr. 24 [Tageschacht])
      - 20 Halde eines Tageschachts auf den Richtschachter Stehenden, Flurstücke 337/2 und 362/1 (Beyer 1995: Nr. 12)
      - 21 Halde eines Tageschachts vermutlich auf den Moritz Spat, Flurstück 362/1 (Beyer 1995: Nr. 13)
      - 22 Halde eines Tageschachts auf den Richtschachter Stehenden, Flurstück 362/1 (Beyer 1995: Nr. 14, Bergbaukarte 2008: Nr. 117a)
      - 23 Halde eines Tageschachts auf den Richtschachter Stehenden, Flurstück 369 (Beyer 1995: Nr. 15, Bergbaukarte 2008: Nr. 117b)
      - 24 Halde des Richtschachts zum Thelersberger Stolln, Flurstück 370 (Beyer 1995: Nr. 16, Bergbaukarte 1990: Nr. 73, Bergbaukarte 2008: Nr. 125)
      - 25 Halde eines Tageschachts auf den Richtschachter Stehenden, Flurstück 357c (Beyer 1995: Nr. 17, Bergbaukarte 2008: Nr. 117c)
      - 26 Halde des Alter Sonnenwirbel Schachts, Flurstück 405 (Beyer 1995: Nr. 20 [hier als Alt Sonnenwirbel Huthausschacht verzeichnet], Bergbaukarte 1990: Nr. 79, Bergbaukarte 2008: Nr. 140)
      - 27 Halde eines Tageschachts auf den Grüngärtner Stehenden, Flurstück 374o (Beyer 1995: Nr. 18)
      - 28 Halde des Joeler Schachtes, zur Joel-und-Moritz-Fundgrube gehörig, Flurstücke 357e, 400/1 und 400/2 (Beyer 1995: Nr. 19 [hier als Joel und Moritz verzeichnet], Bergbaukarte 1990: Nr. 72)

    - C5:
      - 29 Halde des Brandenstein-Schachts auf den Teich Flacher, Flurstück 550 (Beyer 1995: Nr. 66, Bergbaukarte 2008: Nr. 183)

    - D5:
      - 30 Halde des Osterlamm-Schachts, Flurstück 106/1 (Beyer 1995: Nr. 56, Bergbaukarte 2008: Nr. 164)

    - E5:
      - 31 Halde des Drei-Vettern-Fundschachts, zur Matthias-Fundgrube gehörig, Flurstück 100 (Beyer 1995: Nr. 55, Bergbaukarte 2008: Nr. 165)
      - 32 Halde des Alten Einhorn-Kunstschachtes, zur Grube Einhorn obere 2. und 3. Maß und später zur Matthias-Fundgrube gehörig, Flurstücke 55 und 131/27 (Beyer 1995: Nr. 29, Bergbaukarte 1990: Nr. 109, Bergbaukarte 2008: Nr. 155)
      - 33 Halde des Elias-Maßen-Schachts, zur Matthias-Fundgrube gehörig, Flurstück 59a (Beyer 1995: Nr. 32, Bergbaukarte 2008: Nr. 158)
      - 34 Halde des Alte-Breite-Aue-Schachts, zur Matthias-Fundgrube gehörig, Flurstück 94/3 (Beyer 1995: Nr. 54, Bergbaukarte 1990: Nr. 114, Bergbaukarte 2008: Nr. 166)
      - 35 Halde des Junge-Breite-Aue-Schachts, zur Matthias-Fundgrube gehörig, Flurstück 91/3 (Beyer 1995: Nr. 53, Bergbaukarte 2008: Nr. 169)
      - 36 Halde des Gnade-Gottes-Schachts, Flurstück 89 (Beyer 1995: Nr. 60, Bergbaukarte 1990: Nr. 115, Bergbaukarte 2008: Nr. 168)
      - 37 Halde des Wach-auf-Römisch-Reich-Kunstschachtes, Flurstück 439/19 (Beyer 1995: Nr. 59, Bergbaukarte 2008: Nr. 184)
      - 38 Halde des Schießhalder Schachts, Flurstück 78/28 (Beyer 1995: Nr. 61, Bergbaukarte 1990: Nr. 147, Bergbaukarte 2008: Nr. 185 [als Schießhalde Schacht (zuvor Jacob Schacht) verzeichnet])

    - F5:
      - 39 Halde des Wille-Gottes-samt-Tannenbaum-Tageschachts vermutlich auf den Elias-Spat, Flurstück 73/1 (Beyer 1995: Nr. 33, Bergbaukarte 1990: Nr. 117, Bergbaukarte 2008: Nr. 170)
      - 40 Halde eines Tageschachts auf den Drei Lilien Flacher, zur Elias-Fundgrube gehörig, Flurstück 87a (Beyer 1995: Nr. 52, Bergbaukarte 1990: Nr. 118, Bergbaukarte 2008: Nr. 171)
      - 41 Halde eines Tageschachts auf den Drei Lilien Flacher, Flurstücke 79, 80/2 und 82/5 (Beyer 1995: Nr. 63 [Tageschacht])
      - 42 Halde des Immanuel-Schachts, zur Segen-Gottes-Fundgrube gehörig, Flurstücke 78/1, 82/5 (Beyer 1995: Nr. 62 [hier als Segen Gottes auf den Spatgang verzeichnet], Bergbaukarte 1990: Nr. 146, Bergbaukarte 2008: Nr. 186)

    - C6 (für Halden Nr. 43–45 siehe im Ortsteil Himmelsfürst):
      - 46 Halde des Nielig-Schachtes, Flurstück 633/3 (Beyer 1995: Nr. 68, Bergbaukarte 2008: Nr. 210)
      - 47 Halde des Fürsten-Schachts, Flurstücke 548, 532 (Beyer 1995: Nr. 67, Bergbaukarte 2008: Nr. 212)
2. ↑  Huthaus der Grube Himmelskrone, später der Matthias-Fundgrube:

Das im 17. Jahrhundert errichtete Huthaus gehört zu einer bereits auf einem Revierriss von 1529 verzeichneten und laut Wagenbreth und Wächtler bis 1720 betriebenen kleinen Grube namens Himmelskrone (ursprünglich Himmelscrone), deren Grubengebäude im 18. Jahrhundert von der bedeutenderen, westlich gelegenen Matthias-Fundgrube (vgl. 09208639) vereinnahmt wurde. Die Erzabbaue der Grube lagen auf dem Himmelskrone Spat. Die Matthias-Fundgrube konsolidierte 1850 mit den Brander Gruben Vergnügte Anweisung samt Reußen (vgl. 09208606) und Sonnenwirbel samt Holewein (vgl. 09208621) zur Einigkeit-Fundgrube, die allerdings an Bedeutung abnahm und den Betrieb schließlich 1895 einstellte.

Das vorliegende Huthaus wurde bereits vor dem Ende des lokalen Bergbaus nur noch als Wohnhaus genutzt. Zuvor umfasste es neben der Wohnung des Hutmanns auch die Hut- oder Betstube sowie die Gezähekammer der Grube. Der Fund von drei kleinen Probiernäpfchen bei Grabungen am Haus lässt zudem darauf schließen, dass auch Probierarbeiten – also die Prüfung des Silbergehalts in einer Erzprobe – im oder am Huthaus vorgenommen wurden. Seit 1843 sind die Eigentümer des ehemaligen Huthauses urkundlich belegt, so wohnten hier etwa ein Bergtagelöhner, ein Fahrradhändler bzw. ein Krämer und nutzten das Gebäude teils auch als Verkaufsfläche. Das eingeschossige, über einem längsrechteckigen Grundriss errichtete Gebäude weist mit seinen bruchsteinernen Umfassungsmauern und dem steilen Satteldach die typische Bauweise eines Huthauses eines kleineren Grubenbetriebs auf. Im Inneren des Gebäudes blieb neben historischem Balkenwerk auch ein altes Treppengeländer erhalten. Durch seine besonders typische Ausprägung und Authentizität wird das ehemalige Zechenhaus damit zu einem bedeutenden Zeugnis des Bergbaus im Brander Revier, woraus sich seine orts- und bergbaugeschichtliche Bedeutung ergibt.
3. ↑  Huthaus der Grube Junge Breite Aue:

Die genaue Bauzeit dieses kleinen ehemaligen Huthauses ist nicht bekannt. Es befindet sich am Rande einer kleinen Halde (Teil der Sachgesamtheit „Brander Revier“), die auf die Bergbautätigkeit der kleinen Grube Junge Breite Aue zurückgeht. Das zugehörige Grubengebäude wurde wie auch die Nachbargrube Alte Breite Aue (zugehörige Halde ebenfalls Sachgesamtheitsteil) spätestens im 18. Jahrhundert von der jüngeren, aber bedeutenderen Matthias-Fundgrube (vgl. 09208639) vereinnahmt. Die Grube Junge Breite Aue baute vermutlich seit 1571 (vgl. Wagenbreth/Wächtler 1986, S. 137) bis zum Ende des 17. Jahrhunderts auf dem Erzgang Dornstrauch Spat. Das erhaltene Huthaus entstand möglicherweise gegen Ende dieser Betriebszeit, möglicherweise aber auch schon früher. Die Matthias-Fundgrube konsolidierte 1850 mit den Brander Gruben Vergnügte Anweisung samt Reußen (vgl. 09208606) und Sonnenwirbel samt Holewein (vgl. 09208621) zur Einigkeit-Fundgrube, die allerdings an Bedeutung abnahm und den Betrieb schließlich 1895 einstellte. Das Huthaus der Grube Junge Breite Aue diente allerdings vermutlich lange vor diesem Zeitpunkt nur noch als reines Wohnhaus, da die Matthias-Fundgrube über zentralere Tagegebäude in der Nähe des Hauptförderschachts verfügte. Erst ab 1843 sind private Eigentümer des ehemaligen Huthauses urkundlich belegt, darunter einige Bergarbeiter. Das Gebäude weist die für Huthäuser dieser Region charakteristischen Merkmale auf. Ein verhältnismäßig niedriges Erdgeschoss auf längsrechteckiger Grundfläche wird von einem steilen Satteldach abgeschlossen.

Nach der Stärke der Umfassungsmauern von 0,6 m zu urteilen, handelt es sich bei diesen um Bruchsteinmauern. Sie wurden 1934 mit der landschaftstypischen Holzverschalung verkleidet, die das Erscheinungsbild des Gebäudes seit Jahrzehnten maßgeblich prägt. Mittig über dem Hauseingang wurde zeitgleich zudem ein Zwerchhaus aufgebracht, unter dessen Fenster die Inschrift „Junge Breite Aue 1600–1935“ zu erkennen ist. Der typischen Formgebung von Zechenhäusern kleinerer Gruben folgend, zeugt das Gebäude auf der niedrigen Halde auch heute noch von der Bergbaugeschichte St. Michaelis’ und erlangt aufgrund seines guten Originalzustandes und seiner dominanten Lage eine bergbaugeschichtliche, baugeschichtliche sowie eine ortsbildprägende Bedeutung.
4. ↑  Huthaus des Matthias-Kunst-und-Treibe-Schachts der Matthias-Fundgrube:

Das ehemalige Huthaus auf der ortsbildprägenden großen Halde gehört zu der im Brander Revier recht bedeutenden Matthias-Fundgrube, die ihren Grubenbetrieb im Jahre 1764 nach der Stilllegung während des Siebenjährigen Kriegs wieder aufnahm. Das zugehörige Grubenfeld geht allerdings auf den weitaus früheren Bergbau kleinerer Gruben wie etwa Himmelskrone (vgl. 09208139) oder Einhorn im 16. Jahrhundert zurück. 1784 stattete die Matthias-Fundgrube ihren Hauptschacht mit einem ersten Kunstgezeuge aus, 1817 bis 1819 folgte der Einbau eines zweiten. Die vor allem auf den Erzgängen Einhorn Stehender sowie Dornstrauch Spat abgebauten Erze wurden mittels eines 1799 eingerichteten Pferdegöpels aus dem Kunst- und Treibeschacht gefördert. Der steigende Wohlstand der Grube, die um 1830 mit Gewinn arbeitete und etwa 240 Mann beschäftigte, ermöglichte den Umbau bzw. die Erweiterung der Tagegebäude. So wurde 1835/36 ein neues Huthaus mitsamt Bergschmiede errichtet. Das zuvor auch als Huthaus genutzte Treibehaus beinhaltete stattdessen ab 1836 die Betstube, eine Scheidebank und eine Setzwäsche. Der daran anschließende Pferdegöpel wurde 1837/38 abgebrochen und durch einen untertägigen Wassergöpel ersetzt. Beaufschlagt wurden die drei untertägigen Kunst- bzw. Kehrräder durch das über den Matthias Kunstgraben sowie den St. Michaeliser Dorfbach von den Sonnenwirbler Erzwäschen herbeigeleitete Wasser der Revierwasserlaufsanstalt (vgl. 09208621). Ab 1840 verringerten sich jedoch die Erzanbrüche der Matthias-Fundgrube, was zunächst sinkende Belegschaftszahlen auf etwa 80 Mann und im Jahr 1850 die Konsolidierung mit den Brander Gruben Vergnügte Anweisung samt Reußen (vgl. 09208606) und Sonnenwirbel samt Holewein (vgl. 09208621) zur Einigkeit-Fundgrube zufolge hatte. Auch dies hielt den allmählichen Niedergang des lokalen Bergbaus nicht auf, der schließlich 1895 stillgelegt wurde. 1904 erfolgte die Verwahrung des Matthias-Kunst-und-Treibe-Schachts.

Von den umliegenden Tagegebäuden blieb lediglich das große Huthaus auf der Halde des verwahrten Schachts erhalten, das bereits ab 1890 als Gaststätte namens „Goldene Höhe“ genutzt wurde. Diese Nachnutzung war naheliegend, da der Hutmann bereits das Schankrecht besaß und sich die Bergleute nach ihrer Schicht im Schankraum zusammenfinden konnten. Heute ist das Gebäude seit längerer Zeit ungenutzt und leerstehend. Dem bauzeitlichen Wohlstand der Matthias-Fundgrube und den untergebrachten Funktionseinheiten – etwa Hutstube, Schankraum, Wohnung des Hutmanns, Gezähekammer, Bergschmiede – entsprechend, ist das ehemalige Zechengebäude ein großer zweigeschossiger Massivbau, der von einem steilen Satteldach mit Schleppgaube abgeschlossen wird. Die Fenster- und Türöffnungen weisen Steingewände auf. Es vermittelt auch heute noch das authentische Bild eines Huthauses eines bedeutenderen Grubenbetriebs des 18. und 19. Jahrhunderts und zeugt von der Bergbaugeschichte des Standorts. Durch die spätere Umnutzung zu einer Gaststätte erlangte das ehemalige Zechengebäude auch eine über den bergbaulichen Kontext hinausgehende ortsgeschichtliche Bedeutung. Mit der großen Halde des Matthias-Kunst-und-Treibe-Schachts ist das Denkmalensemble zudem ortsbildprägend.

Kurze Historie: 1764 Wiederaufnahme des Grubenbetriebes nach dem Siebenjährigen Krieg, 1784 Einbau des ersten Kunstgezeuges, 1799 Errichtung eines Pferdegöpels, 1817/18 Einbau des zweiten Kunstgezeuges, um 1830 Abbau von Erzen mit Gewinn, vor allem auf den Erzgängen Einhorn Stehenden und Dornstrauch Spat, Belegschaft ca. 240 Mann, 1835/36 Bau eines Huthauses mit Bergschmiede, 1837/38 Abriss des Pferdegöpels, Ersatz durch einen Wassergöpel, ab 1840 Verringerung der Erzanbrüche, Reduzierung der Belegschaft auf 83 Mann, allmählicher Niedergang, 1850 Vereinigung der Gruben Matthias, Sonnenwirbel samt Holewein und Vergnügte Anweisung samt Reußen zur Einigkeit-Fundgrube, kaum noch Bergbauaktivitäten, 1904 Verwahrung des Schachtes, ab 1890 Gaststätte.